# Antonín Čerych
Antonín Čerych, (20. dubna 1829 Nechanice – 1. května 1902 Josefov) byl český, především stavební a textilní, podnikatel, finančník, původně vyučený řezník, a spolutvůrce tradice cukrovarnické výroby v Polabí. Působil také jako starosta Nechanic a výrazně se zasloužil o dosažení statutu města. Položil základ úspěšné podnikatelské rodiny, která po dobu 19. a 20. století výrazně formovala průmyslovou historii v okolí Hradce Králové.

## Život

### Mládí
Narodil se mlynářskému mistrovi Františku Čerychovi a jeho manželce Anně, rozené Žabkové, v Nechanicích. Zde se vyučil řezníkem, poté odešel pracovat do Liberce, Uher a Slavonské Krajiny (pozdější Slovinsko a Srbsko). Po návratu do Nechanic se roku 1848 oženil s Annou Stejskalovou a provozovali hostinec a řeznictví. Úspěch v podnikání umožnil Čerychovým koupi domů a pozemků. Čerych také staví v Nechanicích vlastní parní mlýn. V roce 1864 se Antonín Čerych stává starostou Nechanic.

### Starosta Nechanic
Během prusko-rakouské války roku 1866 se 3. července odehrála nedaleko Nechanic bitva u Hradce Králové. Antonín Čerych se aktivně zapojil pomoci raněným vojákům, především těch z poražené rakouské armády. V obci vzniklo několik lazaretů, pravděpodobně i v útrobách parního mlýna. Za svou iniciativu byl roku 1867 vyznamenáním Čestného zlatého kříže s korunou. Spolu s okresním starostou hrabětem Janem Harrachem, kterého byl náměstkem, se zasazovali o obnovu a modernizaci válkou zmožené obce, vznikly plány na elektrifikaci města, zavlažovací projekty nebo na projekt železniční trati z Hradce Králové do Nového Bydžova přes Nechanice. Ten měla realizovat železniční společnost Rakouská severozápadní dráha (ÖNWB), která v kraji velmi aktivně podnikala. Ještě roku 1867 se Čerych zapojuje do vzniku Záložního úvěrního ústavu v Hradci Králové a zasedal v jeho správní radě.

### Působení v Josefově
Roku 1869 se rodina Čerychova stěhuje do Josefova za lepšími podnikatelskými podmínkami, projekt nechanické železnice nakonec neuspěl, když se ÖNWB nakonec rozhodla vést trasu dráhy přes stanice Ostroměř a Chlumec nad Cidlinou (josefovské nádraží leželo v přilehlé Jaroměři). Čerych od 60. let dál čile podnikal ve stavitelství, firma s jeho jménem realizuje četné stavby císařských silnic a drah ÖNWB v kraji, stejně tak školy nebo farní objekty. Čerychův podnik se především specializoval na stavbu velkých funkčních objektů, jako byly továrny, pivovary, lihovary, s regionálním rozmachem výroby řepného cukru se pak firma Antonín Čerych zabývala hlavně stavbou velkých cukrovarů (např. Choltice, Josefov, Nymburk a mnohé další). Díky svým kontaktům ve Slavonské Krajině obchodně působil i tam, ve Sremské Mitrovici (Srbsko) založil úspěšnou továrnu na přeměnu dřeva v tanin, dřevitý líh.
V roce 1892 vyhořel Čerychem vlastněný a postavený cukrovar v Josefově. Továrna je po katastrofě přeměněna na mechanizovanou výrobnu vlněných koberců, pro špatný odbyt byla výroba roku 1896 přeměněna na přádelnu, výrobnu bavlněného zboží. Roku 1897 vstupují do firmy jeho mužští potomci, společnost tím mění název na Antonín Čerych a synové. Čerych v roce 1900 obdržel čestné občanství v Nechanicích a založil zde nadaci na podporu nemajetných žáků měšťanské školy.

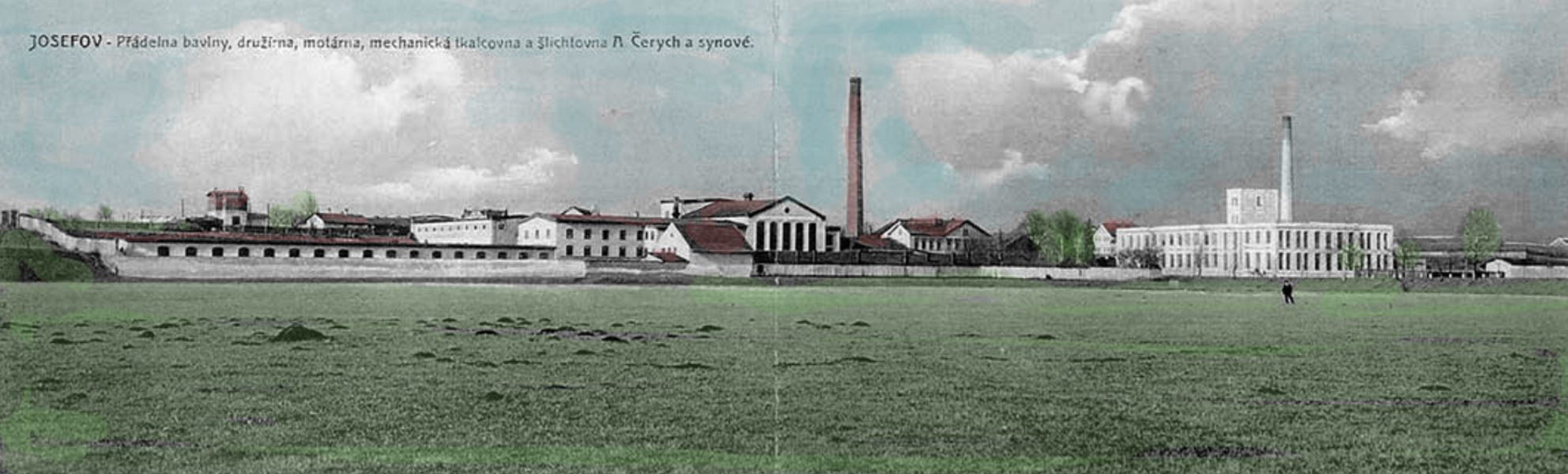
Josefov, textilní továrna Černych, okolo 1910. Ručně kolorované panorama

### Úmrtí
Zemřel v Josefově 1. května 1902 a byl pochován v rodinné kaplové hrobce na Jaroměřském hřbitově. Zanechal po sobě celkem osm synů a tři dcery, z toho syna a dvě dcery z druhého manželství s Otílií, rozenou Ottrubovou.
Po jeho smrti převzal rodinnou firmu syn Oldřich, působící též jako makléř burzy s cukrem v Hamburku. Prosperující přádelna v Josefově byla pak do roku 1907 rozšířena na kapacitu 50 000 vřeten. Jeho potomci byli pak zadavateli stavby funkcionalistické Čerychovy vily v České Skalici. Po převzetí moci ve státě komunistickou stranou v Československu v únoru 1948 odešla rodina Čerychových pryč ze státu obchodovat s textilem či jinak působit a pracovat v různých částech světa, mj. ve Velké Británii nebo Spojených státech.